# Lotus 91
La Lotus 91 fu una vettura di Formula 1 con la quale il team inglese affrontò il campionato di F1 del 1982, dopo che le prime gare erano state corse con il modello 87B. Disegnata da Colin Chapman, Martin Ogilvie e Tony Rudd, era spinta dal tradizionale motore Ford Cosworth DFV, montava il cambio Hewland ed era gommata Goodyear.

## Aspetti tecnici
Dopo alcune stagioni, in cui i risultati furono abbastanza scarsi, Colin Chapman tornò a disegnare una vettura più convenzionale, ispirata in parte alla Williams FW07 e alla stessa Lotus 88. Seguendo l'esempio della Brabham, la nuova vettura montava freni in carbonio. Il sistema di sospensioni fu invece alquanto rivoluzionario: infatti la 91 fu la prima vettura dotata di sospensioni attive, con un sistema che permetteva di controllare il comportamento delle stesse durante la marcia. Inizialmente tramite valvole idropneumatiche,  questo sistema verrà poi perfezionato mediante l'uso di computer.
Dopo uno studio dello stesso Chapman in merito ai nuovi materiali compositi, venne decisa la costruzione in fibra di carbonio, così come la McLaren MP4/1, che fu la prima vettura di F1 a utilizzare questo materiale.

## Stagione 1982
Sotto la direzione di Peter Warr, il team cercò di sviluppare al meglio la vettura pur non potendo disporre di un potente motore turbo come i principali concorrenti. Infatti spesso la vettura fu costretta a partire nelle posizioni di rincalzo a causa di qualifiche deludenti, mentre il buon comportamento in gara consentì di ottenere frequentemente punti, tanto che la Lotus chiuse quinta nel mondiale costruttori.
Elio De Angelis conquistò una vittoria (Austria) in un arrivo in volata con il futuro campione del mondo Keke Rosberg. Il pilota italiano conquistò in stagione tre quarti posti, due quinti e un sesto. Il suo compagno di scuderia, l'inglese Nigel Mansell conquistò invece un terzo posto (all'esordio della vettura in Brasile) e un quarto. Mansell venne sostituito per un GP da Roberto Moreno e per uno da Geoff Lees. La vittoria in Austria rappresenta l'ultima per la Lotus con Chapman vivente.

## Stagione 1983
La vettura venne impiegata anche nella prima gara del 1983, dal solo De Angelis. Il pilota romano però venne squalificato per cambiamento della vettura. In questa gara la vettura montava pneumatici Pirelli.